# Eivind Skabo
Eivind Skabo   (Bærum, 17 d'agost de 1916 - Oslo, 18 d'abril de 2006) fou un piragüista noruec que va competir durant la dècada de 1940.
El 1948 va prendre part en els Jocs Olímpics d'Estiu de Londres, on va guanyar la medalla de bronze en el K-1 10.000 metres del programa de piragüisme.
En el seu palmarès també destaquen una medalla de plata en el K1 4×500 metres al Campionat del Món de piragüisme en aigües tranquil·les de 1948.